# Tu mirada (canción)
Tu mirada es la cuarta canción del segundo disco en solitario de Amaia Montero. Fue estrenado el día 8 de noviembre de 2011 y fue la segunda canción después de Caminando y también se estrenó como el segundo sencillo de su segundo disco.

## Acerca de la canción
En palabras de Amaia esta canción habla de un desamor de una pareja, que solamente trata de olvidar todos los momentos que han pasado juntos, pero, no es fácil ya que ambos solamente piensan en la mirada del otro, aunque finalmente el amor los vuelve a unir.
La letra de la canción "Tu mirada" de Amaia Montero se sumerge en las profundidades del amor y el desamor, explorando los altibajos emocionales que acompañan a una relación. En la canción, la protagonista reflexiona sobre una experiencia pasada donde perdió sus alas, refiriéndose posiblemente a haber perdido su libertad o su felicidad. A lo largo de la canción, expresa su deseo de que su amante esté presente en su vida y busca encontrar el valor para seguir adelante en el amor.
La repetición de la frase "solo una vez" sugiere una sensación de arrepentimiento por no haber actuado diferente en el pasado. La protagonista parece buscarse a sí misma y cuestionar sus decisiones anteriores, marcadas por la pérdida y la incertidumbre. Expresa un anhelo constante por la presencia del ser amado, simbolizando así una dependencia emocional que es expresada a través de versos melancólicos y vulnerables.
El estribillo resalta la importancia de la mirada del amante como un punto focal para la narrativa. Se describe como un ángel que no habla, pero posee un peso significativo en las emociones y pensamientos del yo lírico. Esta mirada se convierte en un símbolo de conexión profunda e intimidad entre dos personas, capaz de silenciar al yo lírico y hacerle experimentar una gama intensa de sensaciones alrededor del amor.
En cuanto a comparaciones con otras obras, esta canción resuena con el estilo característico de Amaia Montero, conocida por sus letras honestas y emotivas que exploran el amor y las relaciones humanas. Su voz emotiva logra transmitir las complejidades del corazón humano con una intensidad única.
La imagen del ángel presente en "Tu mirada" evoca sentimientos divinos e idealizados asociados con el amor romántico. A través de metáforas poéticas y descripciones detalladas, la canción transporta al oyente a un mundo lleno de emociones crudas e íntimas.
En definitiva, "Tu mirada" es una balada profundamente emotiva que captura los altibajos del amor y el desamor con sensibilidad y franqueza. A través de sus letras introspectivas, Amaia Montero invita al oyente a reflexionar sobre las complejidades del corazón humano y las experiencias personales que moldean nuestras relaciones emocionales.

## Videoclip
Fue estrenado el 5 de enero en la página de Los 40 Principales. Mientras que el 10 de enero fue publicado en demás televisiones musicales y plataformas, partiendo por su canal de Youtube.

## Trayectoria en las listas
| Posición | 30 | 26 | 23 | 20 | 16 | 17 | 20 | 23 | 25 | 29 | 31 | 38 |